# 순례

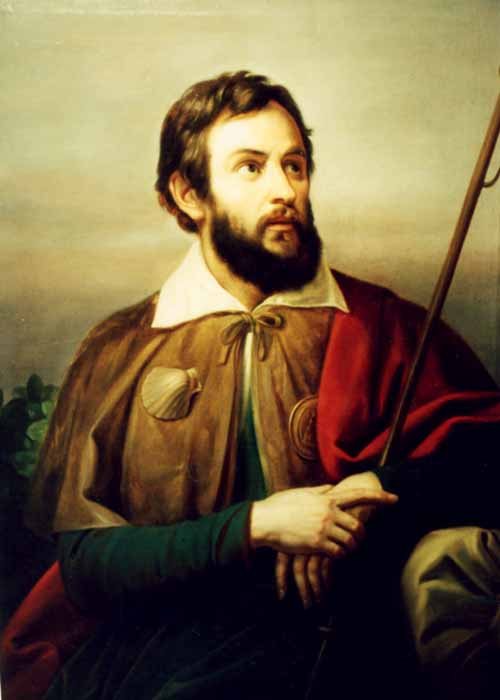
게오르게 타타레스쿠의 순례자

순례(巡禮, 영어: pilgrimage)는 성스러운 장소로의 여행이며, 이는 개인적인 변화로 이어질 수 있고, 그 후 순례자는 일상으로 돌아간다. 순례자(라틴어 peregrinus에서 유래)는 성스러운 장소로 여행하는 사람(문자 그대로 멀리서 온 사람)이다. 일반적으로 이는 특정 종교적 신념 체계의 신봉자에게 특별한 의미가 있는 장소로의 신체적인 여행(종종 도보)이다.

## 배경

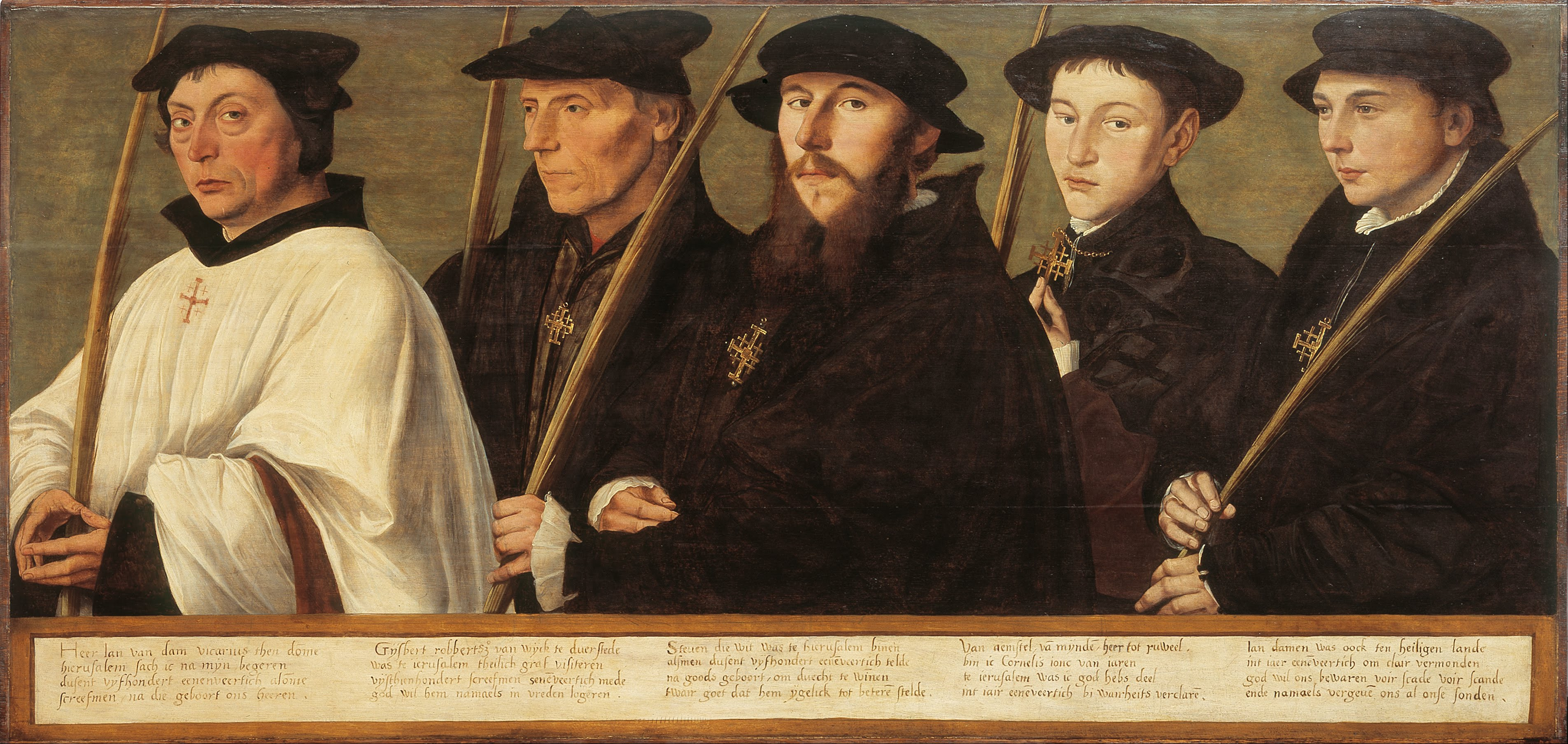
위트레흐트 예루살렘 순례자 형제단 다섯 명

순례는 종종 도덕적 또는 영성적 의미를 지닌 여정이나 탐색을 포함한다. 일반적으로 그것은 어떤 사람의 믿음과 신앙에 중요한 성전 (장소)이나 다른 장소로의 여행이지만, 때로는 자신의 신념 속으로 들어가는 비유적인 여행일 수도 있다.
많은 종교들은 특정 장소에 영적인 중요성을 부여한다: 창시자나 성인의 출생지 또는 사망지, 또는 그들의 "소명"이나 영적 각성지, 또는 신과의 연결(시각적 또는 언어적), 기적이 행해지거나 목격된 장소, 또는 신이 거주하거나 "머무르는" 곳이라고 여겨지는 장소, 또는 특별한 영적 힘을 가지고 있다고 여겨지는 모든 장소. 그러한 장소들은 신봉자들이 자신의 영적 이익을 위해 방문하도록 권장되는 성지나 사당으로 기념될 수 있다: 치유되거나 질문에 답을 얻거나 다른 영적 이익을 얻기 위해.
그러한 여행을 하는 사람을 순례자라고 부른다. 보편적인 인간 경험으로서 순례는 월리스 클리프트와 장 달비 클리프트에 의해 융의 원형으로 제안되었다. 일부 연구에 따르면 순례길을 걷는 사람들은 생물학적, 심리적, 사회적, 영적 치유 효과를 누린다고 한다.
거룩한 땅은 유대교, 기독교, 이슬람교를 포함한 아브라함 종교의 순례의 중심지 역할을 한다. 2011년 스톡홀름 대학교 연구에 따르면, 이들 순례자들은 거룩한 땅을 방문하여 자신의 신앙의 물리적 발현을 만지고 보고, 집단적 흥분 속에서 신성한 맥락에서 자신들의 믿음을 확인하며, 거룩한 땅과 개인적으로 연결된다고 한다.

## 역사

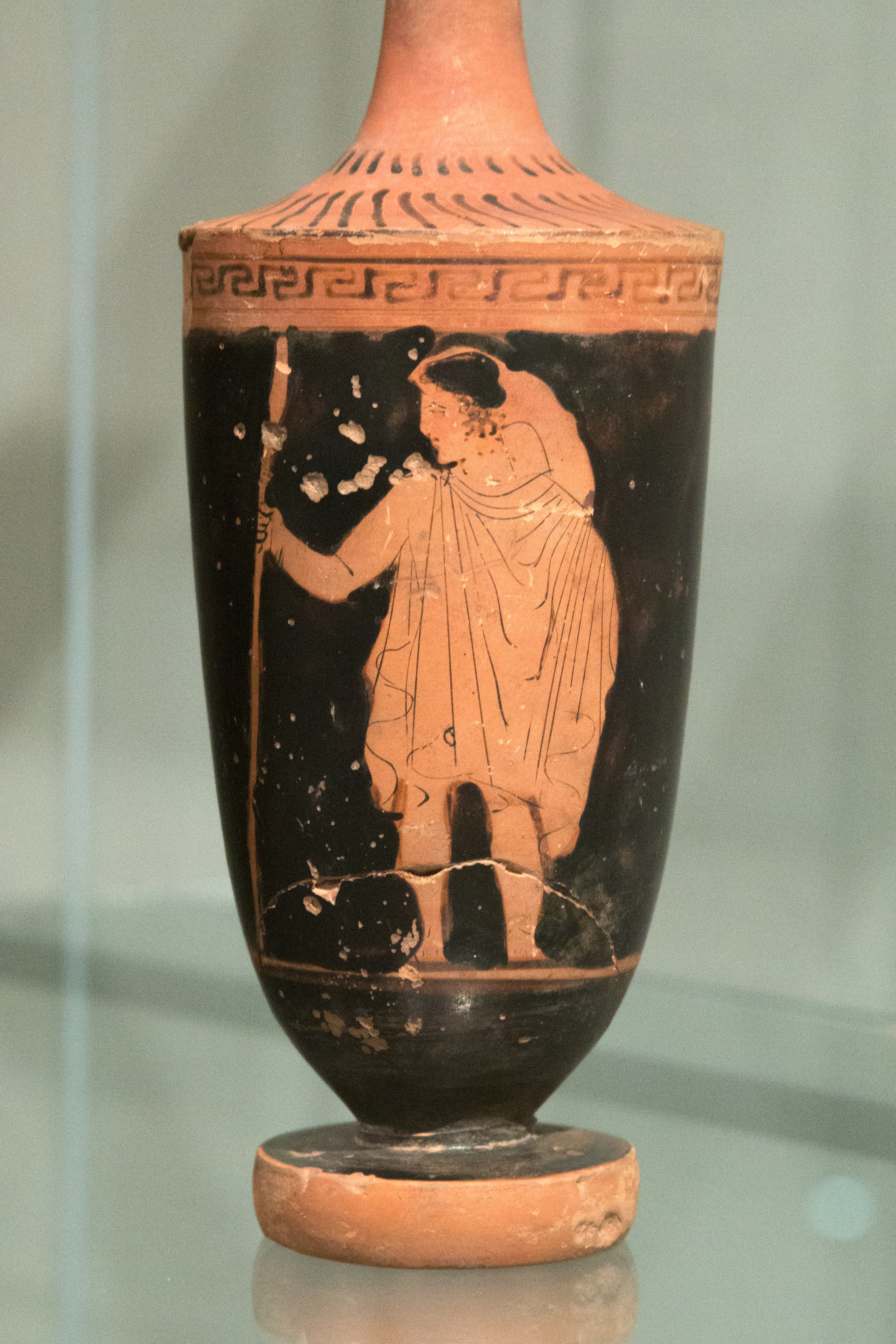
기원전 450-425년 순례자를 보여주는 고대 그리스 레키토스

순례자와 순례는 고대 이집트, 미트라교 시기의 페르시아, 인도, 중화인민공화국, 일본의 신앙을 포함한 많은 종교에서 흔하다. 고대 그리스와 고대 로마의 관습인, 그리스의 도도나나 델포이와 같은 지역 신탁 (종교)에서 신들을 상담하는 것은 널리 알려져 있다. 그리스에서 순례는 개인적이거나 국가 주도일 수 있었다. 엘레우시스 밀의종교는 순례를 포함했다. 엘레우시스로의 행렬은 아테네의 묘지 케라메이코스에서 시작하여 거기서부터 참가자들은 성스러운 길 (Ἱερὰ Ὁδός, Hierá Hodós)을 따라 엘레우시스로 걸어갔다.
초기 히브리 역사에서 순례자들은 실로, 단, 벧엘, 그리고 결국 예루살렘으로 여행했다(세 순례 축제도 참조, 다른 아브라함 종교들도 따르는 관습). 유월절, 초막절, 칠칠절을 포함한 이 축제들은 종종 물리적이고 영적인 움직임을 반영하는 여정을 포함했으며, 이는 힌두교의 "티르타 야트라" 개념과 유사하다. 여기서 "티르타"는 "여울" 또는 "건너기"를 의미하고, "야트라"는 여행 또는 행렬을 의미한다. 많은 순례자들이 특정 장소를 향해 여행하지만, 물리적인 목적지가 항상 필수적인 것은 아니다. 초기 켈트 기독교의 한 순례자 그룹은 페레그리나리 프로 크리스트(Peregrinari Pro Christ), 즉 "흰색 순교자"라고 불리는 사람들이었는데, 그들은 집을 떠나 세상을 방랑했다. 이 순례 형태는 "행렬"을 의미하는 이슬람의 "하즈" 개념과 유사하며, 순례자가 집과 씨족의 안락함을 떠나 알 수 없는 목적지로 향하며 신의 섭리에 전적으로 의지하는 금욕주의 종교적 관습이었다. 이러한 여행은 종종 새로운 아바티아를 세우고 브리튼과 유럽 대륙의 이교도들 사이에 기독교를 확산시키는 결과를 낳았다.
중세 시대에 기독교 순례는 처음에는 인기 있는 순례지의 시설을 통해, 나중에는 지중해 지역 전역의 순례자들을 위한 조직적인 단체 여행을 통해서도 중요한 경제 부문이 되었다.
의식의 중심지인 차빈 데 우안타르는 선-잉카 제국 문화인 차빈 문화 사람들이 모여 의식에 참석하고 참여하며, 신탁을 구하고, 숭배하거나 숭배 의식에 참여하며, 사상을 모으는 장소 역할을 했다.
순례는 19세기 이후 인프라 개선과 함께 새로운 변화를 겪었다.

## 바하이 신앙
바하올라는 키탑-이-아크다스에서 두 곳으로의 순례를 명했다: 바그다드, 이라크의 바하올라의 집, 바그다드, 그리고 시라즈, 이란의 바브의 집. 나중에 압둘 바하는 이스라엘 바지(Bahji)에 있는 바하올라 성전을 순례지로 지정했다. 지정된 순례지는 현재 이라크와 이란에 각각 위치해 있어 대부분의 바하이교 신자들에게는 접근할 수 없으므로, 현재 바하이교 신자들이 순례를 언급할 때는 이스라엘 북서부 하이파, 아크레 (이스라엘), 바지 저택의 바하이 세계 센터에 있는 성지들을 방문하는 9일간의 순례를 의미한다.

## 불교

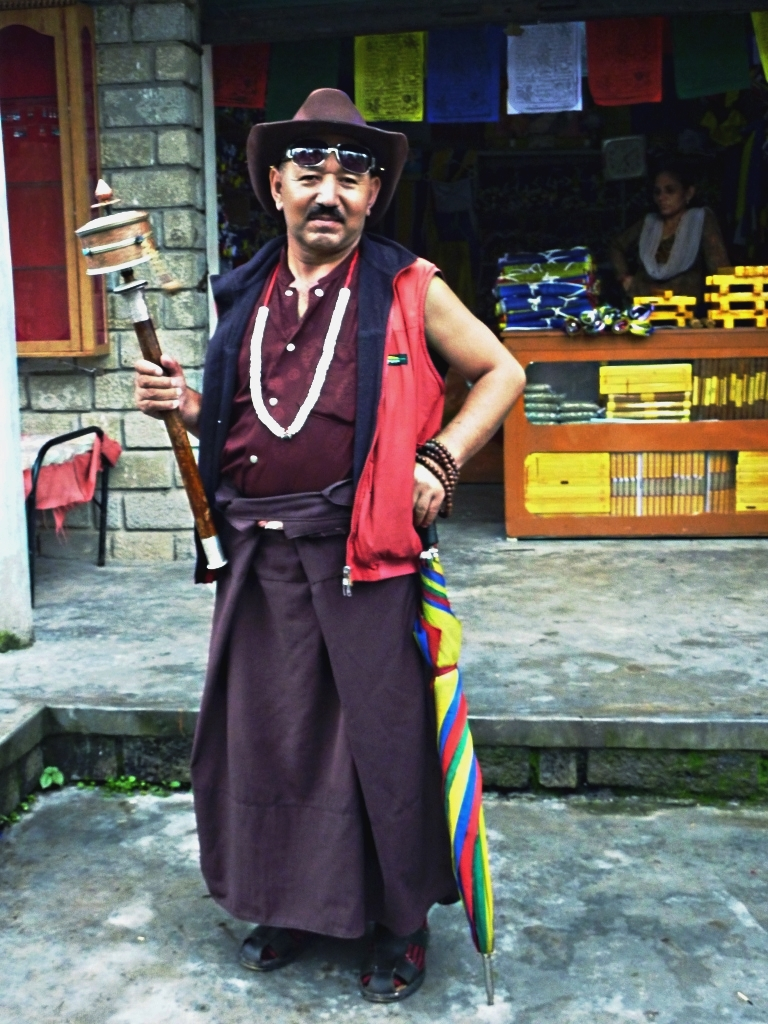
레왈사르 호수, 히마찰프라데시주, 인도의 티베트 순례자

불교 세계의 순례지는 역사적 붓다의 삶과 관련된 장소들을 포함한다: 그의 출생지이자 어린 시절 고향(룸비니와 카필라바스투 (네팔)), 깨달음의 장소(부다가야 북부 인도)), 그가 방문했다고 믿어지는 다른 장소들, 그리고 그의 죽음(또는 열반)의 장소인 인도 쿠시나가르. 다른 곳으로는 스리랑카의 불치사와 같은 붓다나 불교 성인들의 유물이 있는 많은 사원들, 그리고 다양한 전통의 스승들과 족장들과 관련된 수많은 장소들이 있다.
인도와 네팔에는 고타마 붓다의 삶과 관련된 네 곳의 순례지가 있다:
- 룸비니: 붓다의 탄생지 (네팔)
- 부다가야: 깨달음의 장소 (현재의 마하보디 사원, 비하르 주, 인도)
- 사르나트: (공식적으로 이시파타나, 우타르프라데시 주, 인도) 그가 첫 설법(담마짜까빠와따나 경)을 전했고, 붓다가 중도 (불교), 사성제 및 팔정도에 대해 가르쳤던 곳
- 쿠시나가르: (현재 쿠시나가르, 인도) 그가 마하파리니르바나에 도달한 곳 (사망)

인도와 네팔에서 고타마 붓다의 삶과 연결된 다른 순례지로는 사바티, 파탈리푸타, 날란다, 가야 (인도), 베살리, 산카시아, 카필라바스투, 코샴비, 라자그하 등이 있다.

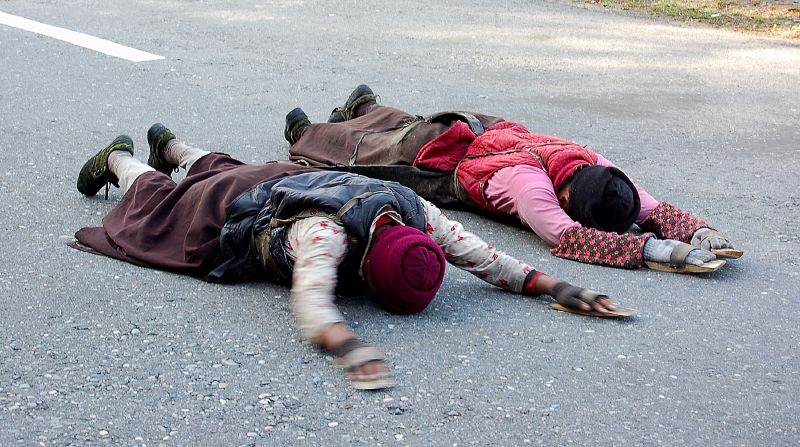
티베트인들이 라싸로 순례를 떠나며, 종종 전체 여정 내내 오체투지를 행한다.

불교 순례를 위한 다른 유명한 장소는 다음과 같다:
- 인도: 산치, 엘로라 석굴, 아잔타 석굴, 또한 인도의 불교 순례지 참조
- 태국: 왓 프라깨오, 왓 포, 왓 도이 수텝, 프라 파톰 체디, 수코타이 역사 공원, 아유타야 역사 공원
- 티베트: 라싸 (달라이 라마의 전통 거주지), 카일라스산, 남초호
- 캄보디아: 왓 보툼, 왓 우날롬, 왓 보툼, 실버 파고다, 앙코르 와트
- 스리랑카: 불치사, 폴론나루와 (캔디 (도시)), 아누라다푸라
- 라오스: 파탓루앙, 루앙프라방
- 말레이시아: 켁 록 시, 브릭필즈 불교 마하 비하라
- 미얀마: 슈웨다곤 파고다, 마하무니 불상 사원, 짜익티요 파고다, 바간, 저가잉 힐, 만달레이 언덕
- 네팔: 마야 데비 사원, 룸비니, 보우더나트, 스와얌부나트 사원
- 인도네시아: 보로부두르, 멘둣, 세우
- 중화민국: 포광산, 다름 드럼 산, 충 타이 산, 쯔치
- 홍콩: 보린 사원
- 중화인민공화국: 윈강, 룽먼 석굴. 오악
- 일본:
  - 시코쿠 88개소, 시코쿠 섬의 88개 사원 순례
  - 일본 백 칸논 순례, 사이고쿠, 반도, 지치부 순례로 구성
    - 사이고쿠 칸논 순례, 간사이 지역 순례
    - 반도 산주산카쇼, 간토 지방 순례
    - 지치부 34 칸논 성지, 사이타마현 순례

  - 주고쿠 33 칸논 순례, 주고쿠 지방 순례
  - 구마노 고도
  - 고야산
- 부탄: 파로 탁상 사원, 잠파 라캉, 키이추 라캉, 싱예 종 등

## 기독교

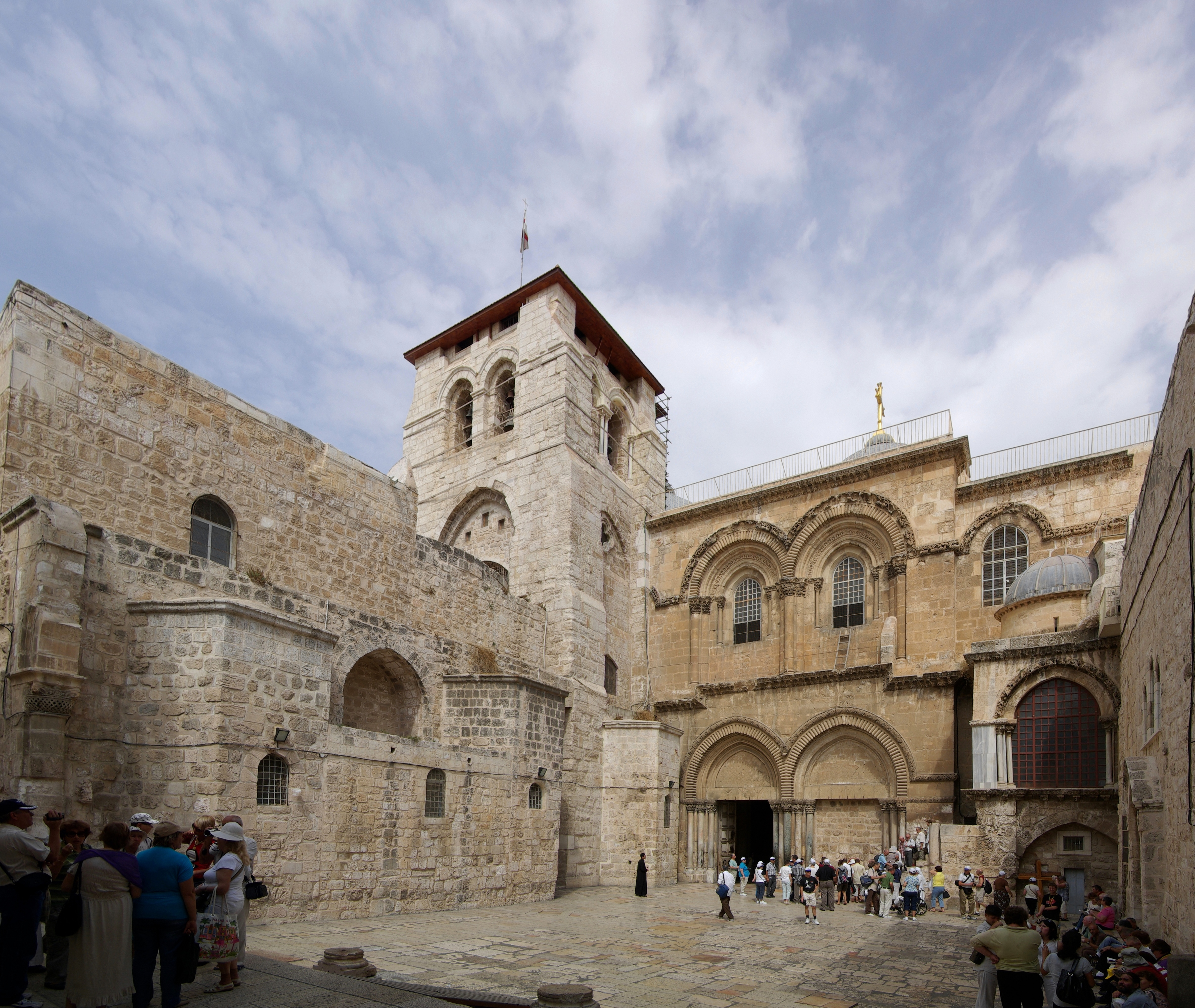
예수가 십자가에 못 박히고 부활했다고 전해지는 예루살렘의 성묘교회

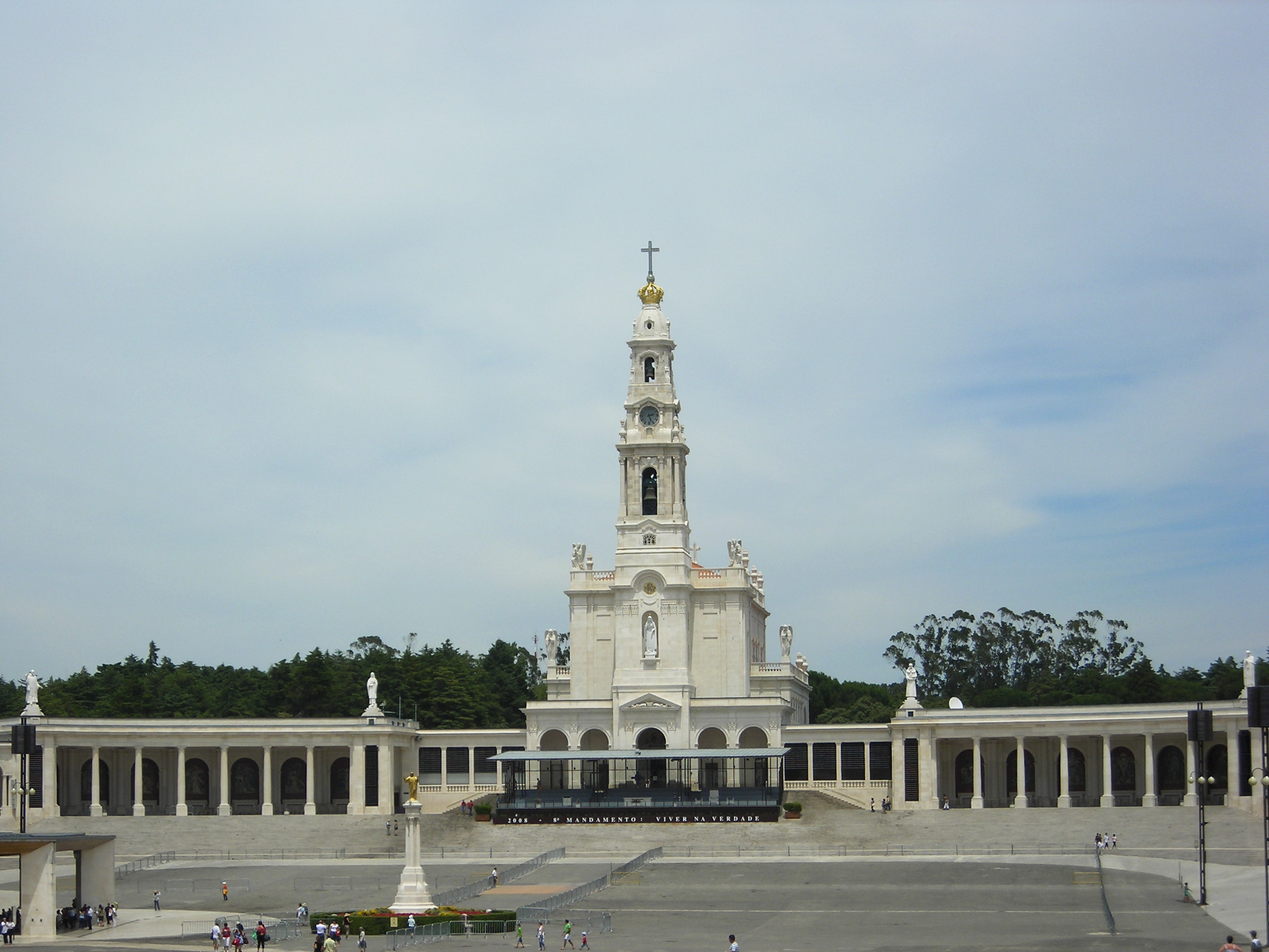
파티마의 성모 성지는 세계에서 가장 큰 순례지(성모 마리아 성지) 중 하나이다.

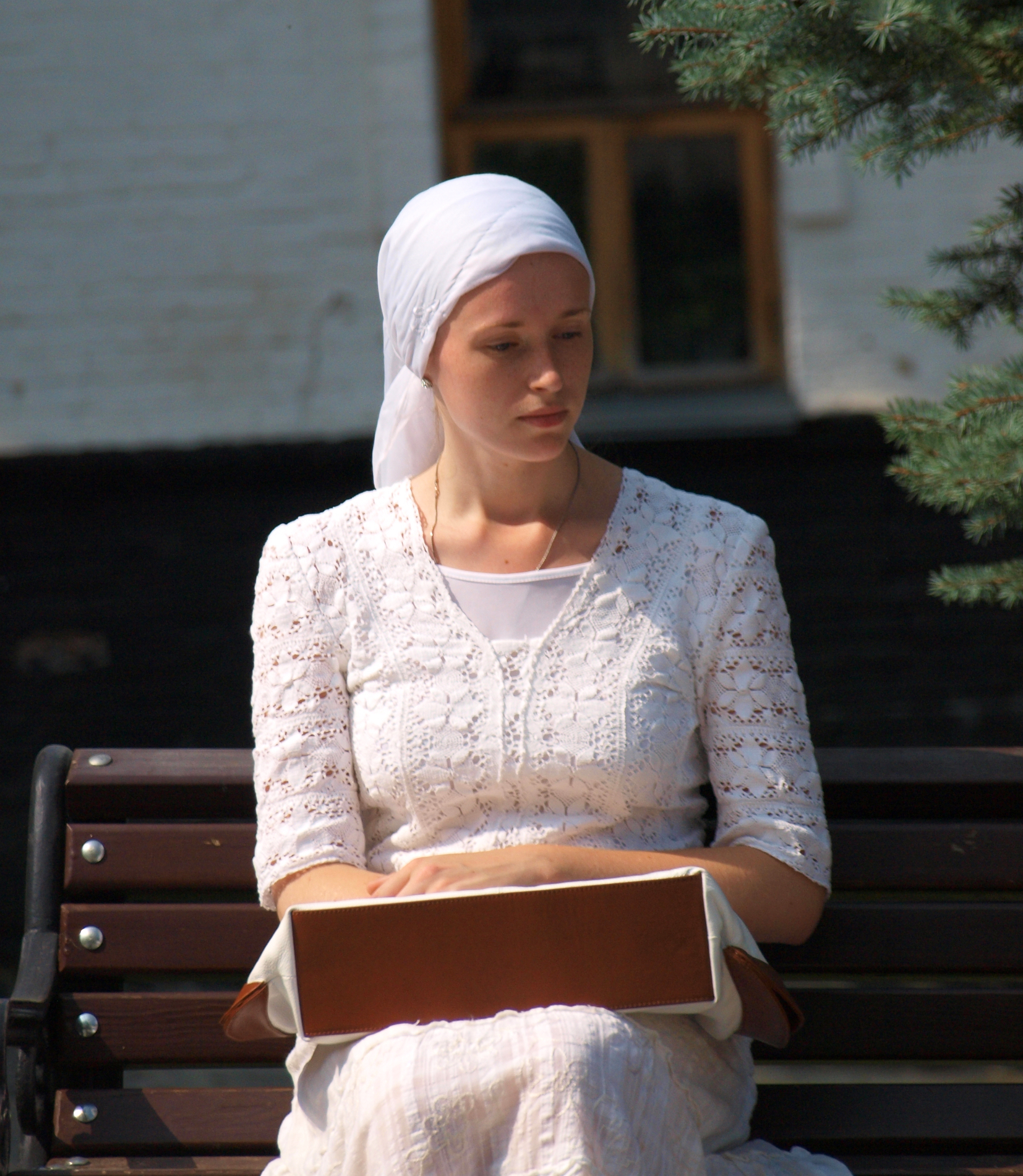
우크라이나 키이우 페체르스크 수도원의 현대 정교회 순례자

기독교의 영성 문학에서 순례자와 순례의 개념은 (추방의 기간으로 간주되는) 세상에서의 삶의 경험 또는 영적 구도자가 비참한 상태에서 행복의 상태로 나아가는 내면의 길을 의미할 수 있다.
기독교 순례는 처음에는 예수의 탄생, 삶, 십자가형, 부활과 관련된 장소로 행해졌다. 3세기 오리게네스의 초기 예시를 제외하고, 거룩한 땅으로의 기독교 순례에 대한 현존하는 기록은 4세기로 거슬러 올라가는데, 이때 순례는 성 히에로니무스를 포함한 교부들에 의해 장려되었고, 콘스탄티누스 대제의 어머니인 성 헬레나에 의해 확립되었다.
1894년부터 찰스 테이즈 러셀의 지휘 아래 기독교 사역자들은 지역 성경 연구 학생 회중들과 함께 며칠씩 여행하며 일하도록 임명되었다. 몇 년 안에 임명은 국제적으로 확장되었고, 공식적으로 "순례자"로 지정되었으며, 각 지역 회중에서 연 2회, 일주일간의 방문이 예정되었다. 국제 성경 연구 학생회(IBSA) 순례자들은 훌륭한 연설가였으며, 그들의 지역 강연은 일반적으로 잘 홍보되었고 많은 사람들이 참석했다. 저명한 성경 연구 학생들인 A. H. 맥밀란과 J. F. 러더포드는 워치타워성서책자협회 이사회에 합류하기 전에 모두 순례자로 임명되었다. IBSA는 나중에 여호와의 증인이라는 이름을 채택하고 순례자들을 순회 감독자로 개명했다.
교황 베네딕토 16세는 기독교 순례의 목적을 다음과 같이 요약했다:
순례를 가는 것은 단순히 자연, 예술, 역사의 보물을 감상하기 위해 장소를 방문하는 것이 아니다. 순례를 가는 것은 진정으로 우리가 우리 자신을 벗어나, 하느님께서 자신을 계시하시고, 그분의 은혜가 특별히 빛나며, 믿는 사람들 가운데 회개와 거룩함의 풍성한 열매를 맺은 곳에서 그분을 만나기 위함이다. 무엇보다도, 그리스도인들은 주님의 수난, 죽음, 부활과 관련된 장소인 거룩한 땅으로 순례를 떠난다. 그들은 베드로와 바울의 순교 도시인 로마로 가고, 또한 사도 야고보의 기억과 관련이 있는 산티아고데콤포스텔라 대성당으로도 가는데, 이곳은 사도의 신앙과 사랑의 증언으로 영혼을 강화하고자 하는 전 세계의 순례자들을 환영해왔다.

순례는 사도들, 성인 (종교), 기독교 순교자들과 관련된 로마 및 다른 장소, 그리고 성모 발현이 있었던 성모 마리아의 장소로도 이루어졌고, 지금도 이루어지고 있다. 인기 있는 순례 여정은 스페인 갈리시아주에 있는 산티아고데콤포스텔라 대성당으로 가는 산티아고 순례길이다. 이곳에는 사도 야고보의 성전 (장소)이 있다. 많은 중요한 유물들을 볼 수 있었던 마스트리흐트, 아헨, 코르넬리뮌스터 수도원의 세 근처 도시에서는 7년마다 합동 순례가 열렸다 (참조: 마스트리흐트 유물 순례). 성모 마리아 순례는 라틴 아메리카에서 여전히 매우 인기가 많다.
가톨릭 신부 프랭크 파헤이는 순례자가 "항상 관광객이 될 위험에 처해 있다"고 말하며 그 반대의 경우도 마찬가지라고 썼으며, 순례를 "신앙 기대"를 담고 있고 온전함을 찾는 여정으로 묘사했다. 이 여정은 종종 고독하며 명상을 통해 "내면의 신성한 공간"을 만든다.

## 힌두교

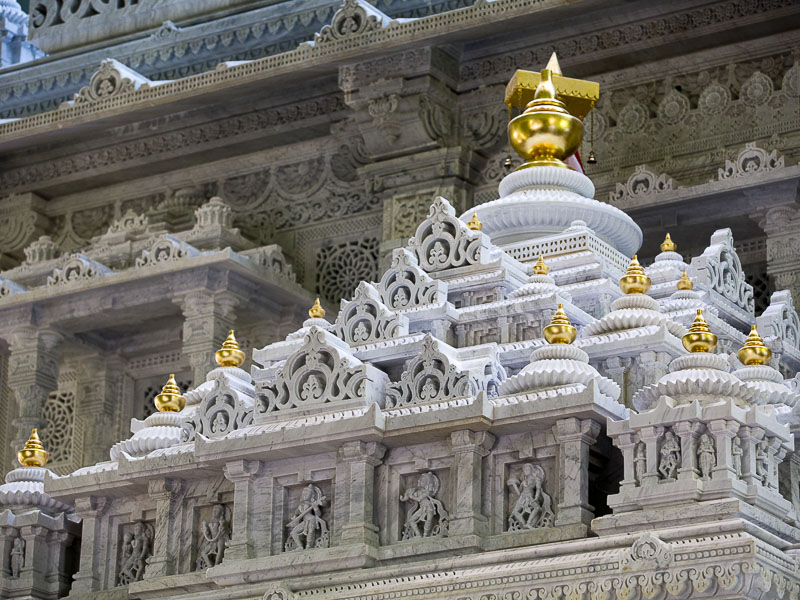
미국 뉴저지주 로빈스빌 (뉴저지주)에 있는 악샤르담 사원은 힌두교 순례의 세계적인 메카로 발전하고 있다.

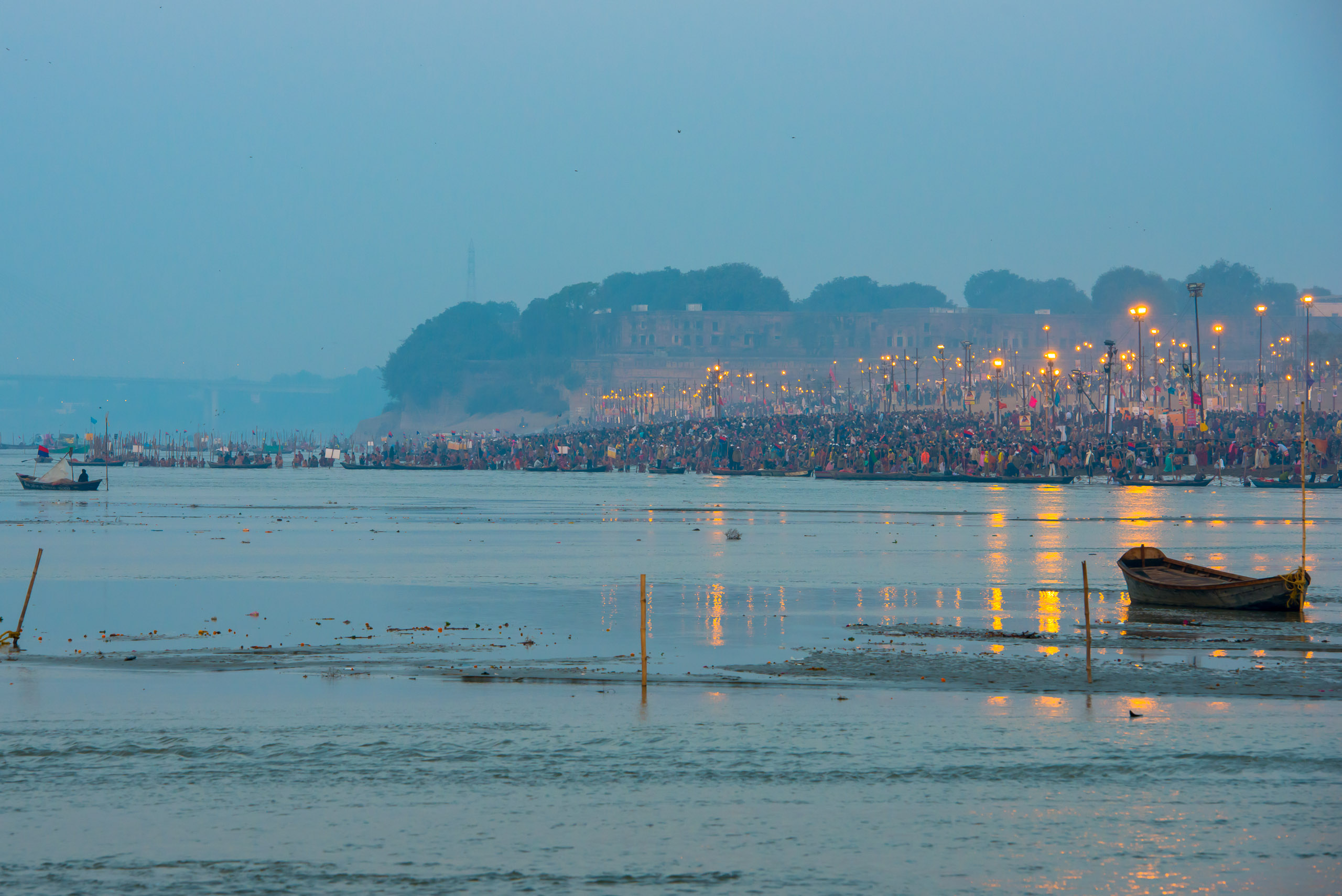
프라야그 쿰브 멜라 기간 동안 갠지스강을 따라 순례자들이 있다.

카렐 베르너의 대중 힌두교 사전에 따르면, "대부분의 힌두교 순례지는 다양한 신들의 삶에서 전설적인 사건들과 관련이 있다.... 거의 모든 장소가 순례의 초점이 될 수 있지만, 대부분의 경우 성스러운 도시, 강, 호수, 산들이다." 힌두교도들은 평생 순례를 할 것을 권장하지만, 이 관행이 절대적으로 의무적인 것으로 간주되지는 않는다. 대부분의 힌두교도들은 자신들의 지역이나 근처의 장소들을 방문한다.
- BAPS 로빈스빌 (뉴저지주), 뉴저지주: 미국 로빈스빌 (뉴저지주)에 있는 악샤르담 사원은 힌두교 순례의 세계적인 메카로 발전하고 있다.
- 쿰브 멜라: 쿰브 멜라는 세계에서 가장 큰 인간 모임 중 하나로, 순례자들이 신성하거나 성스러운 강에서 목욕하기 위해 모인다.[27][28][29] 장소는 프라야그라지, 하리드와르, 나시크, 우자인 사이에서 돌아가며 열린다.
- 차르 담 (네 성지): 유명한 네 성지인 푸리, 라메스와람, 드와르카, 바드리나트 (또는 대안으로 히말라야 산맥의 마을인 바드리나트, 케다르나트, 강고트리, 야무노트리)는 차르 담 (네 거처) 순례 회로를 구성한다.
- 칸와르 순례: 칸와르는 인도에서 가장 큰 연례 종교 순례이다. 이 현상의 일부로서 수백만 명의 참가자들이 성스러운 물을 갠지스강 (보통 하리드와르, 강고트리, 가우무크, 또는 술탄간지)에서 모아 수백 마일을 걸어 시바 신전에 바친다.[30]
- 푸라나 경전에 따른 고대 성스러운 도시들: 바라나시 (시바), 프라야그라지, 하리드와르-리시케시 (비슈누), 마투라-브린다반 (크리슈나), 판드하르푸르 (비토바), 파이탄, 칸치푸람 (파르바티), 드와르카 (크리슈나), 그리고 아요디아 (라마).
- 주요 사원 도시들: 주요 비슈누파 자간나타 사원과 라타 야트라 축제가 열리는 푸리; 바이슈노 데비 사원이 있는 카트라 (잠무 카슈미르); 비교적 최근에 유명해진 대규모 순례 사원으로는 사이 바바의 고향인 시르디, 티루말라 벤카테스와라 사원이 있는 티루말라-티루파티, 그리고 아이야판이 숭배되는 사바리말라가 있다.
- 샤크티 피타스: 또 다른 중요한 순례지 세트는 어머니 여신이 숭배되는 샤크티 피타스이며, 두 주요 피타는 칼리가트와 카마키아이다.
- 판차 이스와람 - 고전 고대 스리랑카의 다섯 고대 시바 사원.
- 스리랑카의 무루간 순례길은 고대의 아루나가리나타르가 지나간 티루파다이 사원 길로, 칸케산투라이의 마비다푸람 칸다스와미 사원, 자프나의 날루르 칸다스와미 사원, 트링코말리의 판차 이스와람 코네스와람 사원, 베루갈 강 강둑의 베루갈 무루간 코빌, 트링코말리구, 만두르 (스리랑카)의 만두르 칸다스와미 사원, 바티칼로아의 티루코빌에 있는 티루코빌 시티라 벨라유타 스와미 코빌, 암파라이 구의 아루감 베이와 파나마 (스리랑카), 쿠마나 국립공원의 우칸타말라이 무루간 코빌, 그리고 공원과 티사마하라마를 거쳐 신의 가장 성스러운 장소인 남부 스리랑카 카타라가마 사원, 카티르카맘으로 이어진다.

힌두교 순례지는 성스러운 도시(바라나시, 바드리나트); 강 ( 갠지스강, 야무나강); 산 (여러 히말라야 봉우리는 힌두교도와 불교도 모두에게 신성하다); 동굴 (쿠알라룸푸르, 말레이시아 근처의 바투 동굴과 같은); 사원; 2001년 역사상 가장 큰 공개 모임이었던 순회 쿰브 멜라와 같은 축제; 또는 성인들의 무덤과 거주지(알란디, 시르디)일 수 있다.

## 이슬람

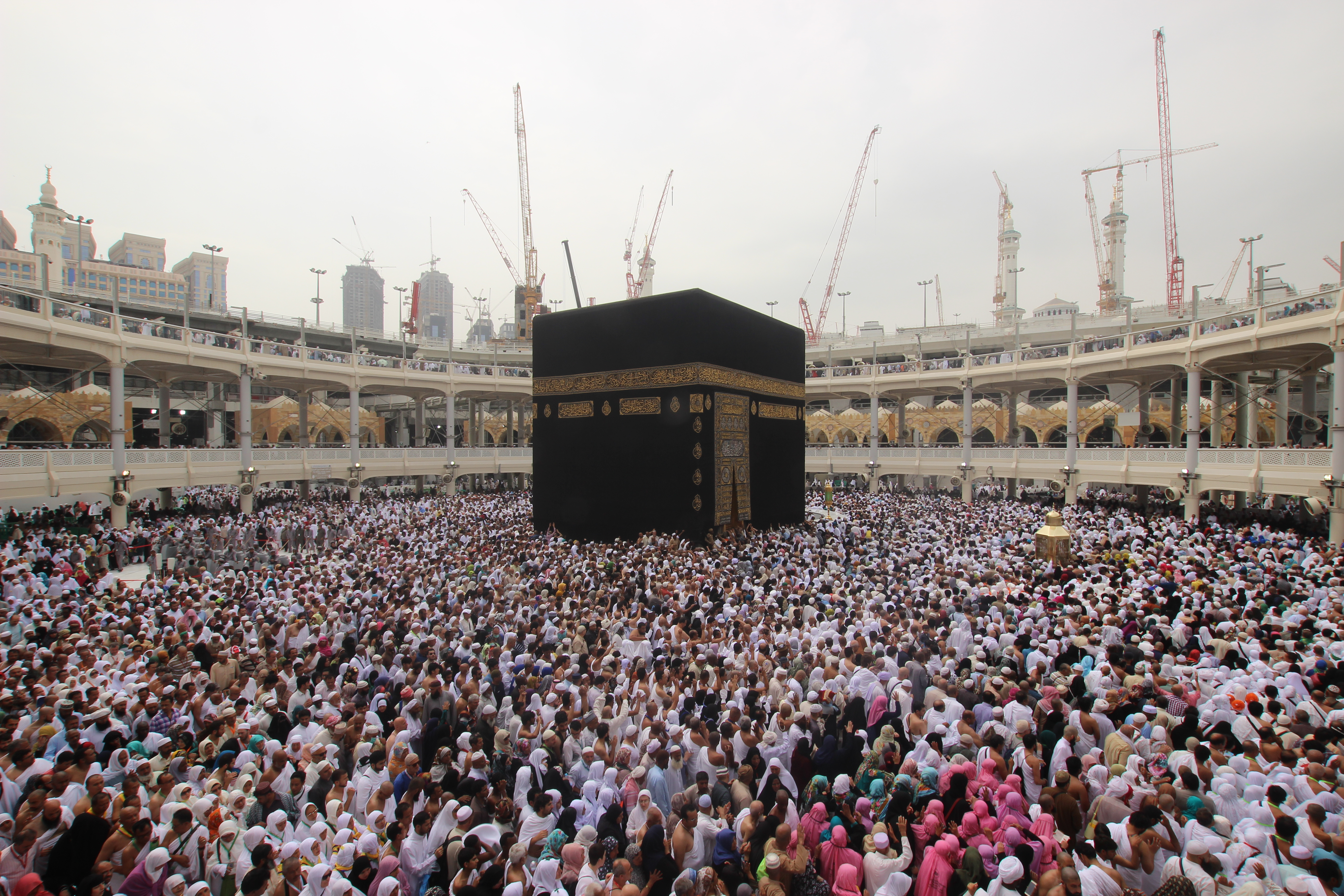
무슬림 순례자들이 알-하람 모스크에서 카바의 검은 정육면체 주위를 돌고 있다.

Ḥajj (아랍어: حَـجّ, 메카로의 주요 순례)는 이슬람의 다섯 기둥 중 하나이며, 신체적, 재정적으로 여행을 감당할 수 있고 부재 중 가족을 부양할 수 있는 모든 성인 무슬림에게 평생 한 번 이상 수행해야 하는 의무이다. 하즈는 세계에서 가장 큰 연례 집회 중 하나이다. 2014년 이후 매년 2백만에서 3백만 명의 사람들이 하즈에 참여했다. 메카와 메디나의 모스크는 코로나19 범유행으로 인해 2020년 2월에 폐쇄되었으며, 하즈는 7월 29일부터 사우디아라비아에 거주하는 극히 제한된 수의 사우디 국민과 외국인에게만 허용되었다.
무슬림에게 중요한 또 다른 장소는 사우디아라비아의 메디나 도시로, 이슬람에서 두 번째로 성스러운 장소이며, 예언자의 모스크에 무함마드의 최종 안식처가 있다.
이람 (순례용 흰색 의복)은 알라의 눈에 모든 무슬림 순례자들이 동등함을 보여주기 위한 것이다. '백인이 흑인보다 우월하지 않고, 흑인이 백인보다 우월하지 않다. 아랍인도 비아랍인보다 우월하지 않고, 비아랍인도 아랍인보다 우월하지 않다. 경건함 외에는' - 예언자 무함마드의 말씀.

### 지야라트
다른 형태의 순례는 지야라트 (아랍어: زِيَارَة 지야라, "방문"; 페르시아어: زیارت, 지야라트)이다. 지야라트는 일반적으로 무함마드 선지자, 그의 가족, 동료, 그리고 법학자나 수피 성자들과 같은 다른 존경받는 인물들과 관련된 무덤이나 성지와 같은 성스러운 장소를 방문하는 행위를 말한다. 지야라트는 수니파와 시아파 무슬림 모두가 행하는 자발적인 순례 행위이다. 신체적, 재정적으로 가능한 무슬림에게 의무적인 하즈와 달리, 또는 매우 권장되지만 의무는 아닌 움라와 달리, 지야라트는 메카를 넘어 다양한 성스럽고 역사적으로 중요한 장소들을 방문하는 것을 포함한다. 여기에는 모스크, 무덤, 전장, 산, 동굴, 그리고 이슬람 역사에서 중요한 영적 또는 역사적 사건이 일어난 다른 장소들이 포함된다. 이는 전 세계 수백만 무슬림에게 깊은 영적 의미를 지닌다.
주목할 만한 예로 세네갈 다카르 동쪽으로 200 킬로미터 (120 mi) 떨어진 투바 대 마갈이 있다. 약 4백만 명의 순례자들이 매년 모리드 형제회를 1883년에 설립한 셰이크 아마두 밤바의 삶과 가르침을 기리기 위해 참여한다. 순례는 이슬람 달력의 두 번째 달인 사파르의 18일에 시작된다.
지야라트는 대부분의 수니파 및 시아파 전통에서 허용되고 영적으로 풍요로운 것으로 간주되지만, 살라피즘과 와하비즘과 같은 일부 근본주의 운동은 이를 반대하거나 장려하지 않는다. 이러한 운동은 이슬람에 대한 엄격하고 문자적인 해석과 성지 방문과 같은 그들이 혁신으로 간주하는 관행에 대한 반대를 특징으로 한다.
지야라트는 특히 이맘 알리와 이맘 후세인과 같은 시아 이맘들의 성지 순례를 의미하는 지야라트 알-이맘도 포함한다. 아르바인 순례는 세계에서 가장 큰 순례이자 연간 최대 공개 모임으로, 수백만 명의 시아 무슬림들이 아슈라 이후 40일 추모 기간 동안 이맘 후세인의 순교를 기념하기 위해 카르발라로 여행한다.

### 시아파

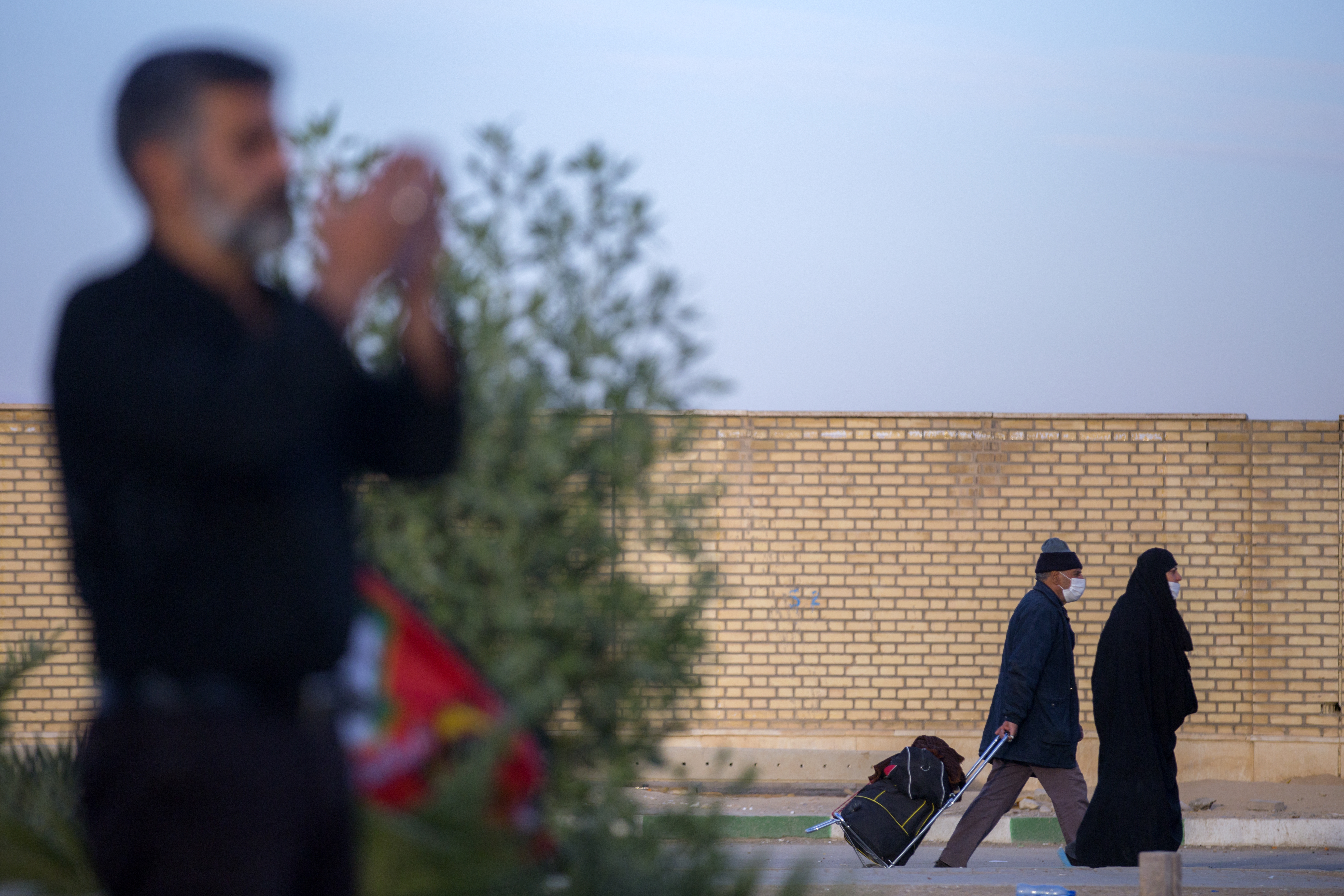
아르바인 순례자들, 이란 메흐란

알-아르바‘인 (아랍어: ٱلْأَرْبَـعِـيْـن, "40일"), 첼롬 (페르시아어: چهلم, 아제르바이잔어: چہلم, "40일째") 또는 키르키, 이마민 키르키 (아제르바이잔어: İmamın qırxı (아랍어: إمامین قیرخی), "이맘의 40일")는 아슈라로부터 40일 후에 발생하는 시아파 무슬림의 종교적 의식이다. 이는 무함마드의 손자인 후사인 이븐 알리의 순교를 기념하며, 사파르월의 20일 또는 21일에 해당한다. 이맘 후사인 이븐 알리와 72명의 동료들은 카르발라 전투에서 야지드 1세의 군대에 의해 61 AH (680 CE)년에 살해당했다. 아르바인 또는 40일은 많은 무슬림 전통에서 가족 구성원이나 사랑하는 사람의 죽음 이후 애도하는 일반적인 기간이기도 하다. 아르바인은 지구상에서 가장 큰 순례 모임 중 하나이며, 이라크 카르발라 시에 최대 3천1백만 명의 사람들이 방문한다.
세계에서 두 번째로 큰 성스러운 도시인 이란 마슈하드는 매년 2천만 명 이상의 관광객과 순례객을 끌어들이는데, 그들 중 대부분은 이맘 레자 (여덟 번째 시아파 이맘)에게 경의를 표하기 위해 온다. 이곳은 중세 시대부터 여행자들에게 자석과 같은 곳이었다.

## 유대교

오스만 제국 시대, 1867년 예루살렘 통곡의 벽의 유대인들

제1성전이 서 있을 때, 예루살렘은 유대인의 종교 생활의 중심지였으며 유월절, 칠칠절, 초막절의 세 순례 축제 장소였다. 이 세 축제에는 모든 성인 남성이 성전을 방문하여 희생 제물(코르바놋)을 바쳐야 했다. 성전이 파괴된 후, 예루살렘 방문 및 희생 제물 봉헌 의무는 더 이상 적용되지 않았다. 제2성전 재건으로 의무가 복원되었지만, 서기 70년에 성전이 파괴된 후, 예루살렘 순례 및 희생 제물 봉헌 의무는 다시 유예되었다.
성전산 서쪽 옹벽인 통곡의 벽은 예루살렘 구시가지에 있는 제2성전의 남은 부분으로, 유대인에게 가장 신성하고 많이 방문되는 장소이다. 이 지역으로의 유대인 순례는 요르단의 지배를 받던 1948년부터 1967년까지 금지되었다.
이스라엘과 팔레스타인 (지역) 전역 및 전 세계에는 수많은 소규모 유대인 순례지가 있으며, 주로 차디킴의 무덤들이 있다. 여기에는 헤브론, 베들레헴, 메론산, 네티보트, 우만, 우크라이나, 실리스트라, 불가리아, 다만후르, 이집트 등이 포함된다.
많은 랍비들은 오늘날에도 성전 파괴 이후 명절에 순례를 하는 것이 미츠바라고 주장한다.

## 시크교

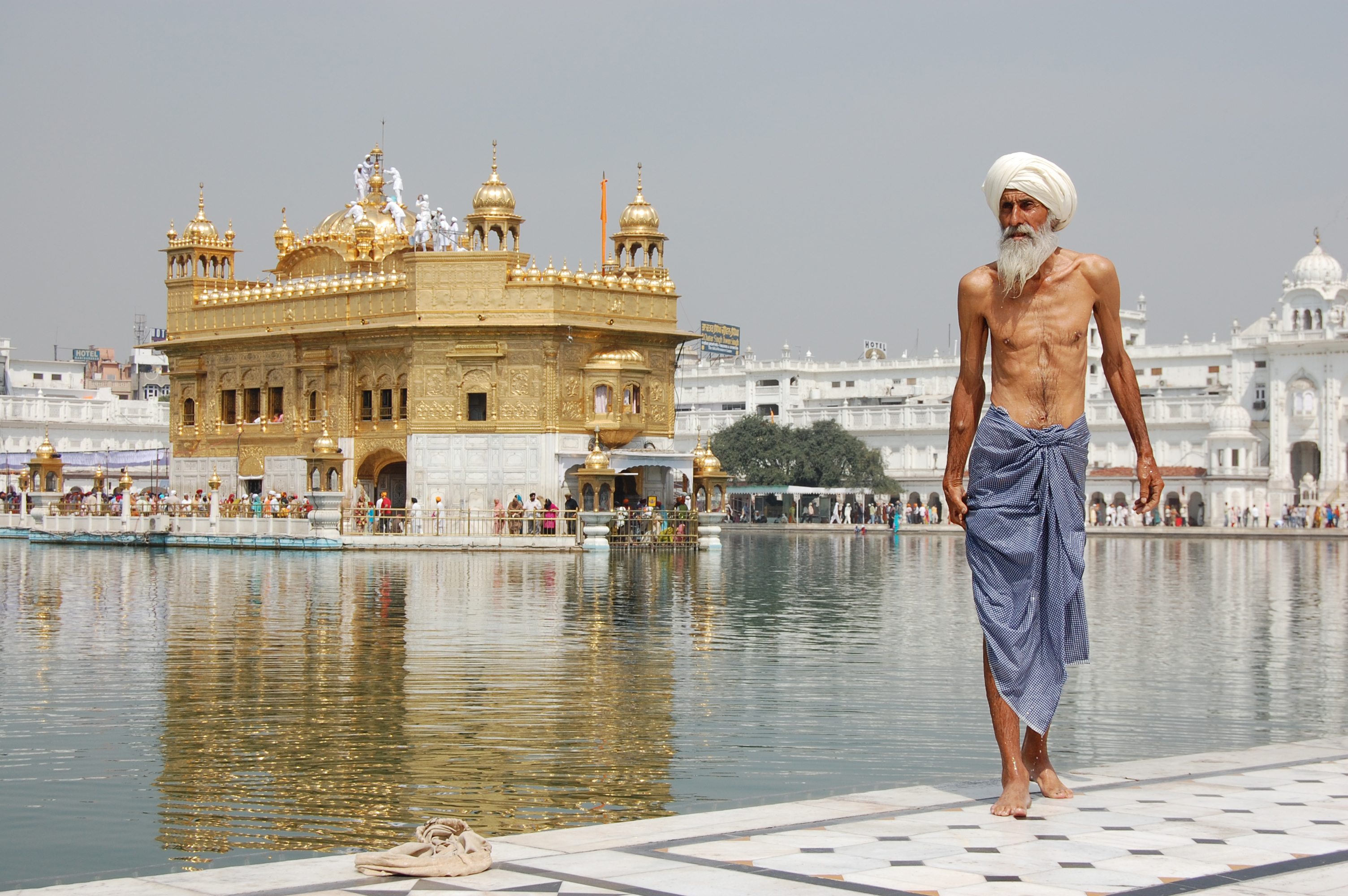
인도 암리차르에 있는 하르만디르 사히브 (황금 사원)의 시크교 순례자.

시크교는 순례를 영적인 공덕의 행위로 여기지 않는다. 구루 나나크는 의식주의자가 된 타락한 사람들을 구원하기 위해 순례지들을 방문했다. 그는 그들에게 자기 자신의 내면에 있는 깊은 하나님의 성전을 방문할 필요성에 대해 말했다. 그에 따르면: "그는 다섯 악덕을 제어하는 순례를 행한다."
그러나 결국 암리차르와 하르만디르 사히브 (황금 사원)는 시크교 신앙의 영적, 문화적 중심지가 되었고, 시크교도가 순례를 간다면 대개 이 곳으로 간다.
판지 타크트 (펀자브어: ਪੰਜ ਤਖ਼ਤ)는 시크교의 권위 있는 자리 또는 왕좌로 여겨지는 인도에 있는 다섯 개의 존경받는 구르드와라이며 전통적으로 순례지로 간주된다.

## 도교

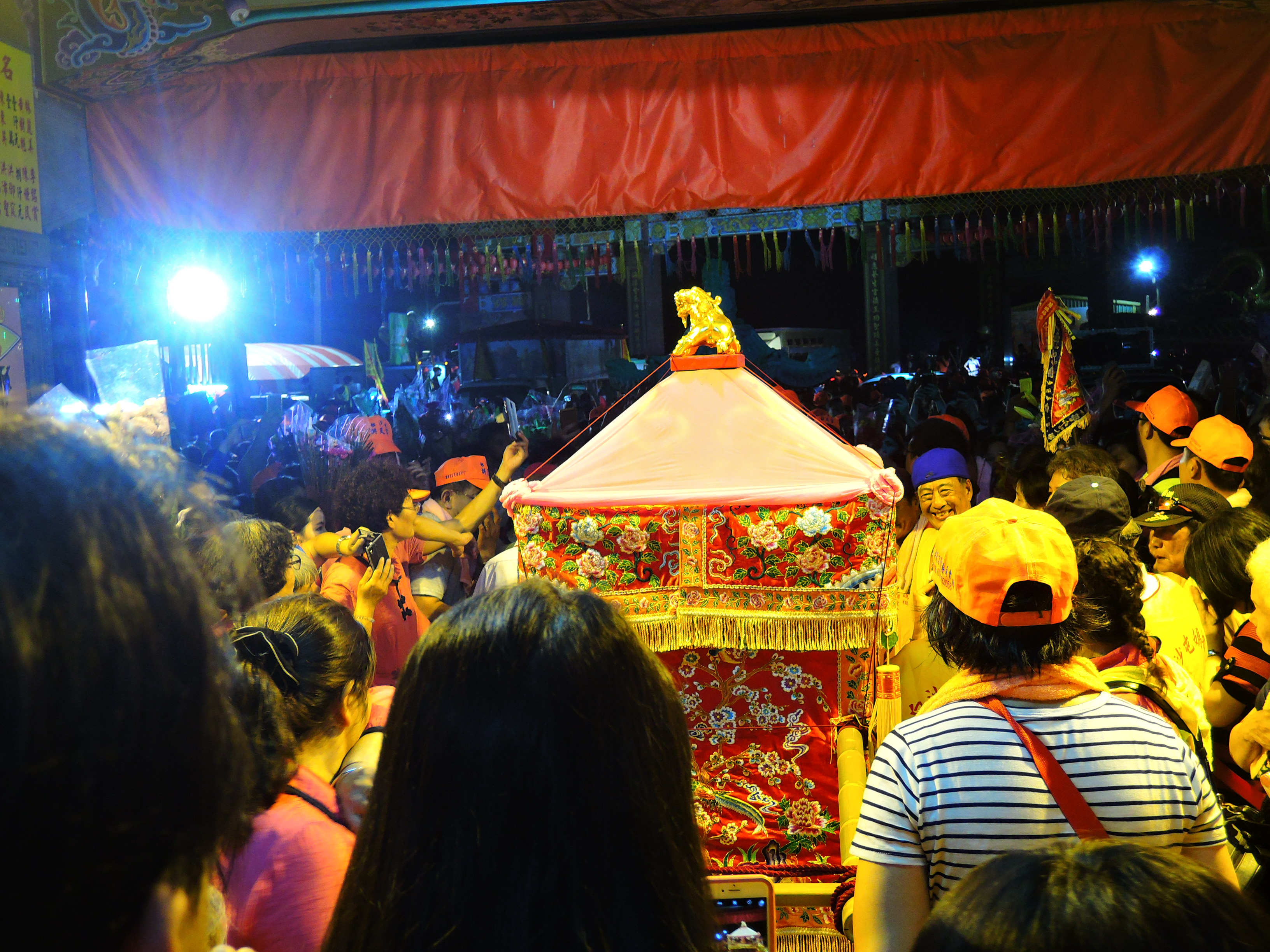
바이샤툰 순례: 마조와 가마

마조는 중국 동남해 지역, 홍콩, 마카오, 중화민국에서 가장 유명한 바다 여신이다.
마조 순례는 행사 (또는 사원 축제)에 가깝고, 순례자들은 "샹 덩 자오"( Xiang Deng Jiao, 한어병음: xiāng dēng jiǎo, 중국어로 "등불 발"을 의미)라고 불리며, 자신의 사원에서 다른 마조 사원까지 여신의 (마조의) 가마를 따라간다. 전통적으로 마을 마조 가마가 지나갈 때, 주민들은 길을 따라 순례자들에게 무료 물과 음식을 제공한다.
대만에 두 가지 주요 마조 순례가 있으며, 보통 음력 1월에서 4월 사이에 마조의 뜻에 따라 열린다.
- 바이샤툰 마조 순례: 이 순례는 1863년으로 거슬러 올라가며, 먀오리현 바이산툰에서 윈린현 베이강까지 왕복하며, 정해진 경로를 따르지 않는다.[64]
- 다자 마조 순례: 타이중시 다자에서 자이현 싱강까지 왕복하며, 정해진 경로를 따른다.[65]

## 조로아스터교

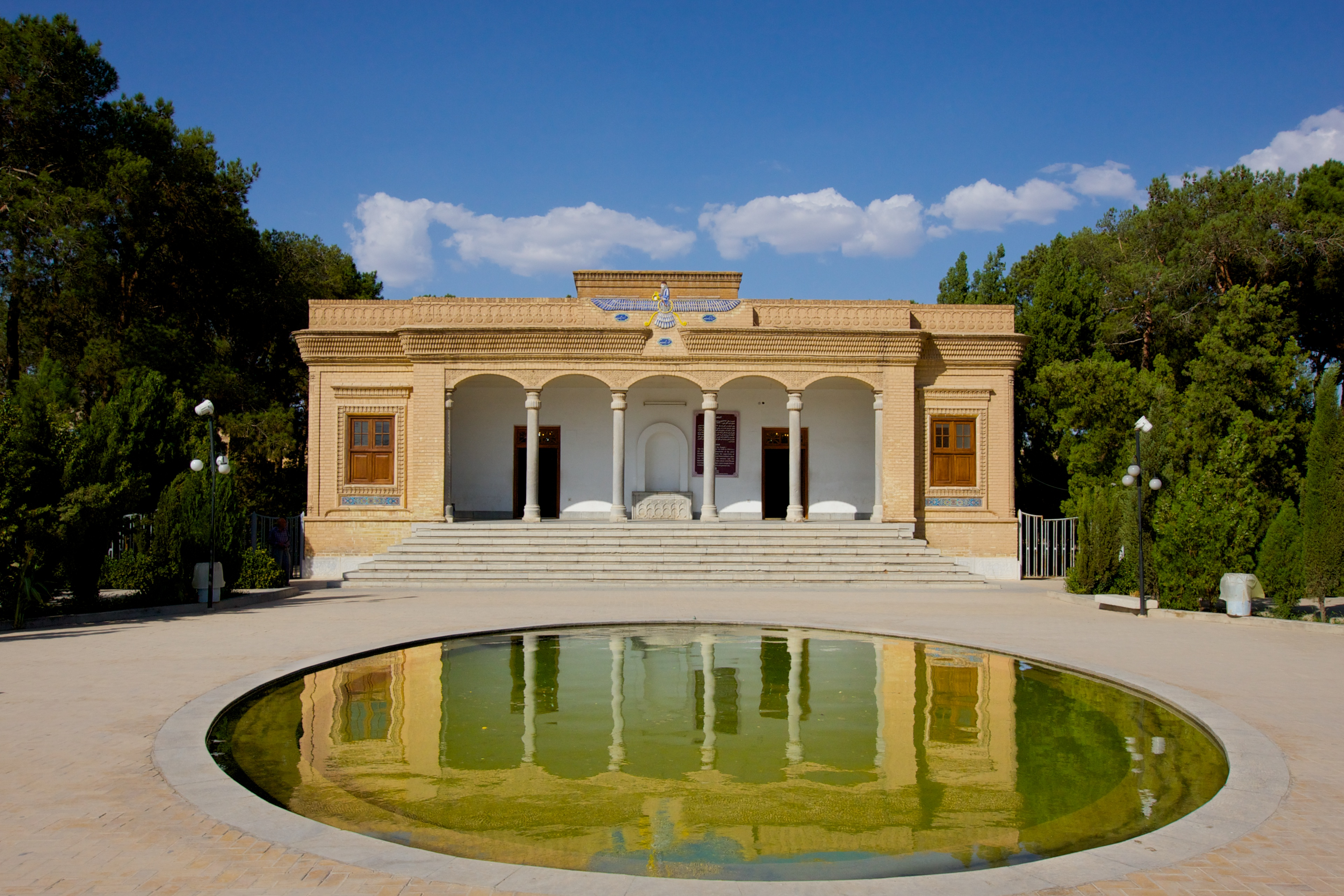
이란 야즈드의 야즈드 아타시 베흐람은 조로아스터교의 최고 등급 배화신전인 아타시 베흐람이다.

조로아스터교도의 주요 순례지는 야즈드 시와 이란의 차크 차크 (야즈드), 피르-에 나라키 사원뿐만 아니라 인도의 나브사리와 우드바다 시이다.
이란에는 여러 지방에 걸쳐 피르라고 불리는 순례지가 있지만, 가장 잘 알려진 곳은 야즈드 지방에 있다. 전통적인 야즈디 성지 외에 새로운 장소들도 순례지가 되어가는 과정에 있을 수 있다. 유적은 고대 배화신전의 유적이다. 그러한 장소 중 하나는 이란 아제르바이잔 주에 있는 사산 왕조 시대의 아자르고슈나습 배화신전 유적이다. 다른 장소로는 수도 테헤란 남쪽 레이의 배화신전 유적과 파르스주 시라즈 남쪽 60km 지점에 있는 피루자바드 유적이 있다.
아타시 베흐람 ("승리의 불")은 조로아스터교에서 가장 높은 등급의 배화신전이다. 여기에는 16가지 다른 "종류의 불", 즉 16가지 다른 원천에서 모은 불이 있다. 현재 9개의 아타시 베흐람이 있으며, 하나는 이란 야즈드에, 나머지는 서부 인도에 있다. 이들은 순례지가 되었다.
인도 구자라트주 서해안의 작은 마을 우드바다에 위치한 이란샤 아타시 베흐람이 있는 대성당 배화신전은 순례지이다.

## 문화적 순례

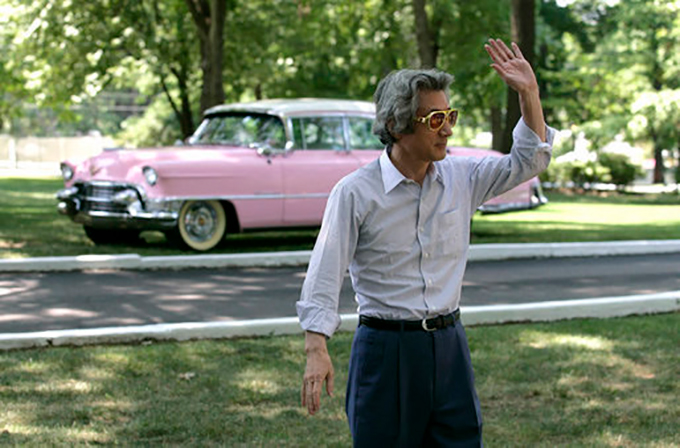
일본 총리 고이즈미 준이치로는 엘비스 프레슬리의 많은 팬들처럼 그레이스랜드를 방문했다.

현대의 현상은 개인적인 여정을 포함하지만 세속적인 성격을 띠는 문화적 순례이다. 그러한 순례자들의 목적지는 국가적 또는 문화적으로 중요한 역사적 장소를 포함할 수 있으며, "문화적 중요성을 지닌 장소: 예술가의 집, 중요한 사건의 발생지 또는 상징적인 목적지"로 정의될 수 있다. 예를 들어, 비틀즈의 열광적인 팬이 영국 리버풀을 방문하는 것이 될 수 있다. 문화 순례자들의 목적지에는 아우슈비츠 강제 수용소, 게티즈버그 전투, 어니스트 헤밍웨이 박물관 등이 있다. 문화 순례자들은 또한 산티아고 순례길과 같은 종교 순례길을 역사적 또는 건축적 탐방으로 (또는 종교적 경험과 함께) 여행할 수도 있다.
공산주의 정권 하에서는 독실한 세속 순례자들이 레닌 묘나 마오쩌둥 기념당, 카를 마르크스 생가와 같은 장소들을 방문했다. 이러한 방문은 때때로 국가 지원을 받았다. 이러한 장소들은 계속해서 방문객들을 끌어모으고 있다. 종교적, 문화적 또는 정치적 순례와 관광 사이의 구별이 항상 명확하거나 엄격한 것은 아니다. 순례는 또한 영적 및 개인적 구원을 찾을 것으로 예상되는 장소로의 (주로 도보) 여행을 상징적으로 지칭할 수도 있다.

## 기타

### 메헤르 바바
영적 스승 메헤르 바바와 관련된 주요 순례지는 바바가 그의 "주요 부분"을 완성했고 그의 무덤이 현재 위치한 인도 메헤라바드와 바바가 그의 생애 후반에 거주했던 인도 메헤라자드이다.

### 야지디교

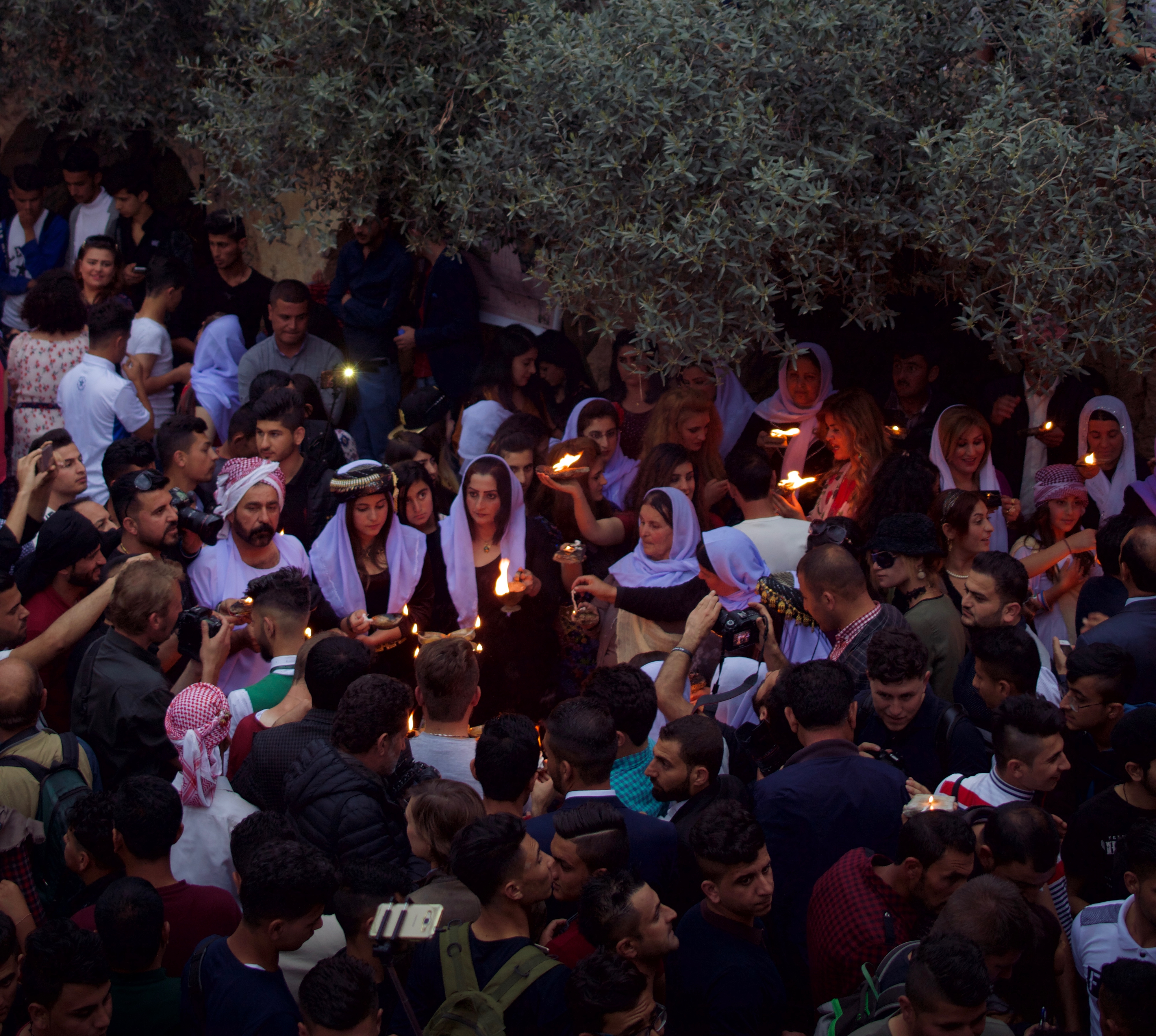
2017년 야지디 새해 축제날 랄리쉬에서 순례자들이 축하하고 있다.

야지디교는 수많은 순례지와 성지를 가지고 있으며, 가장 중요한 곳은 신자르의 랄리쉬에 위치한다.

## 문화 속에서
순례자였던 몇몇 저명한 문학 등장인물은 다음과 같다:
- 제프리 초서의 캔터베리 이야기는 캔터베리 대성당과 토머스 베켓의 성지를 향해 가는 기독교 순례자들이 들려주는 이야기들을 담고 있다.
- 서사시 신곡에서 단테 알리기에리는 자신을 지옥, 연옥, 천국의 저승 세계를 여행하는 순례자로 묘사한다.
- 존 번연은 기독교 우화인 천로역정 (1678)에서 크리스천(주인공), 페이스풀, 토커티브, 크리스티아나, 머시, 올드 어니스트, 미스터 피어링, 미스터 피블마인드, 미스터 레디투홀트, 미스터 밸리언트와 같은 다수의 순례자들과 위선자(포말리스트, 히포크리시, 미스터 바이엔즈)를 묘사했다.
- 윌프레드 오브 아이반호, 팔머 (예루살렘으로 순례를 떠나는 중세 유럽 기독교인)이자 월터 스콧 경의 책 아이반호의 주인공
- 에드먼드 스펜서의 서사시 요정여왕 제2권에서 팔머는 이성을 상징하는 중요한 역할을 한다.

## 같이 보기
- 2014년 타바 버스 폭탄 테러